# Armand Gaston Camus
Armand-Gaston Camus (2 de abril de 1740 - 2 de noviembre de 1804) fue un revolucionario francés y antes de la Revolución Francesa había sido un exitoso abogado. En 1789 fue elegido por el Tercer Estamento de París para Los Estados Generales donde destacó por un discurso muy crítico con las desigualdades sociales.

## Historia
Fue elegido para la Convención Nacional por el departamento del Alto Loira y posteriormente nombrado miembro del Comité de Salud Pública. Fue enviado como uno de los comisionados encargados de la vigilancia del General C. F. Dumouriez. En 1793 fue enviado a Austria donde se le intercambió por la hija de Luis XVI en noviembre de 1795. Jugó un papel discreto en el Consejo de los Quinientos. Además fue archivero de la Asamblea Constituyente por su habilidad para controlar y clasificar documentos y su capacidad analítica. En 1796 volvió a la asamblea y se enfrascó en el trabajo literario. Hasta el final de sus días permaneció como austero republicano y rechazó formar parte del Régimen Napoleónico.

## Obra
- Lettres sur la Profession d'avocat (Cartas sobre la Profesión de la abogacía), 1772, Completada en 1777 para suBibliothèque de droit (Biblioteca del Derecho), Recogidas por M. André Dupin bajo el título Manuel de l'avocat(Manual del Abogado) en 1832. Además de muchos escritos sobre asuntos eclesiásticos y jurídicos como el Código Matrimonial de 1770.

Igualmente Camus cultivó con éxito las letras clásicas:

### Traducciones al francés
- La historia de los animales (l'Histoire des animaux) de Aristóteles, en 1783, la 1ª traducción al francés de esa obra
- Manual de Epícteto (Manuel d'Épictète)